# Hans Borchardt (Maler)
Hans Borchardt (* 4. April 1865 in Berlin; † 8. Januar 1917 in München) war ein deutscher Maler.
Hans Borchardt studierte Malerei von 1883 bis 1886 an der Berliner Königlich Preußischen Akademie der Künste und von 1886 bis 1888 an der Münchner Akademie bei Fritz von Uhde. Er zählte zu den Mitgliedern der Münchener Secession.

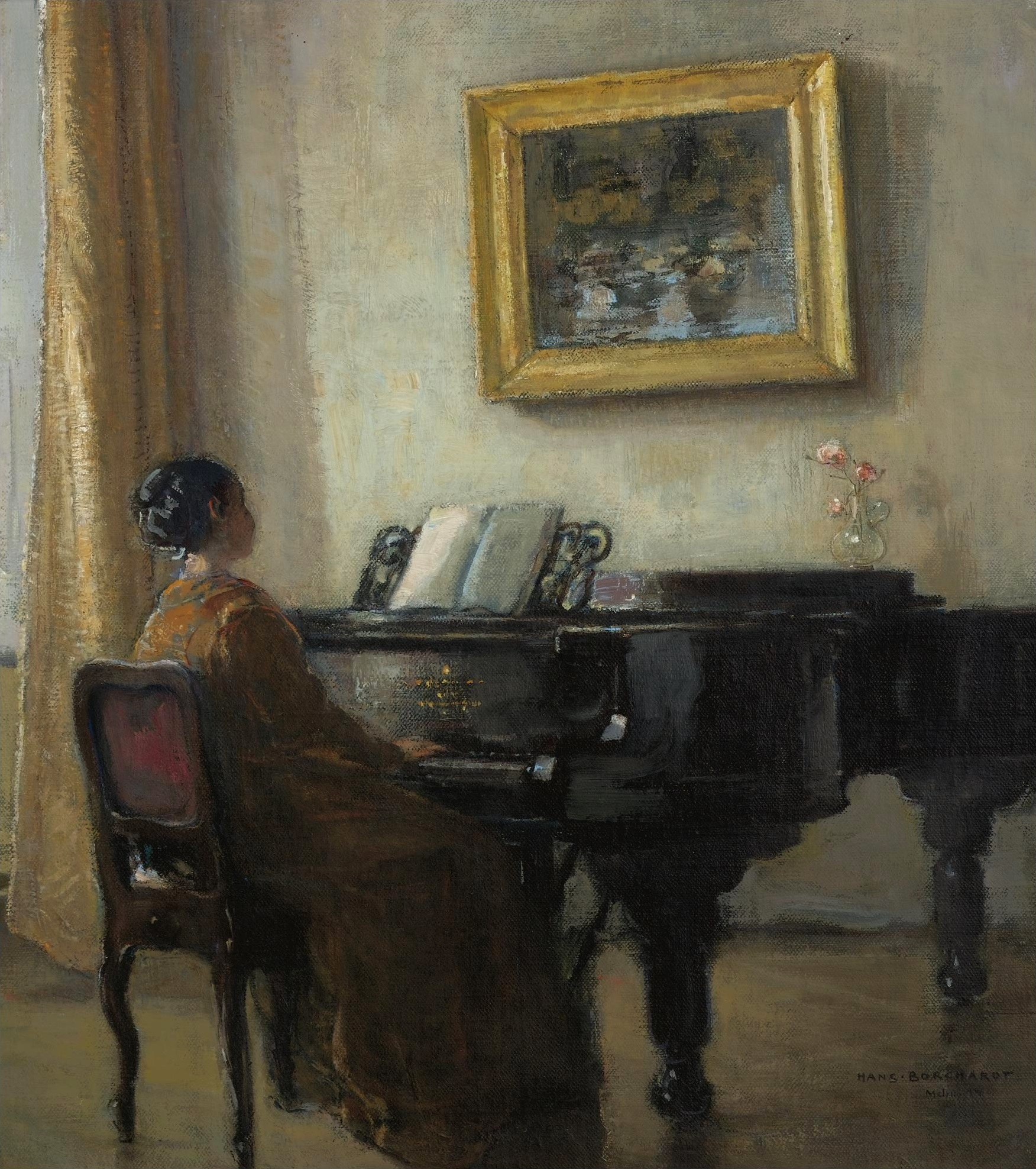
Hans Borchardt, München 1897:
Die kleine Pianistin

Farblich abgestimmt harmonieren Interieurs des Porträtmalers Borchardt zumeist mit einer Dame als Motiv, zum Beispiel auf dem Bild Interieur mit einer Dame in Abendgarderobe aus dem Jahr 1894. Als Interieur- und Genremaler meisterte er in Werken wie Die Lesestunde – entstanden um 1890 – die nuancenreiche Wiedergabe des Tageslichts. Daneben arbeitete Borchardt als Landschaftsmaler.  Aus letzterem Schaffensbereich wurden postum etliche seiner Bilder – beispielsweise Alte Häuser – Schwäbisch Hall, Alte Mühle bei Oberstdorf und Am Bach – bekannt.